# Cypseloides cherriei
El vencejo cuatro ojos, vencejo cuatroojos, vencejo frentipunteado o vencejo de Cherrie  (Cypseloides cherriei) es una especie de ave de la familia Apodidae, que se encuentra en Colombia, Costa Rica, Ecuador y Venezuela.

## Distribución
Se ha registrado en Costa Rica (en la Cordillera Central, la Cordillera de Talamanca, el Volcán Irazú, Cartago, Helechales, Punta Arenas), Panamá, Colombia (Cordillera Central, Santander, Cauca y Boyacá), norte de Venezuela (Cordillera de la Costa, Rancho Grande, Aragua) y norte de Ecuador (Las Palmeras, Cosanga, Pichincha y Napo).

## Hábitat
Se refugia y anida en zonas permanentemente húmedas, principalmente en zonas rocosas. Suele habitar cañones boscosos de arroyos o cascadas montañosas entre los 1.000 y 2.200 m de altitud.
La especie también ha sido observada en zonas montañosas boscosas con valles profundos, en sabanas arbustivas dentro de Costa Rica, y en Colombia en zonas compuestas por cultivos y potreros.

## Descripción
En promedio mide 14 cm de longitud y pesa 23 g. El plumaje es negro opaco por encima y por debajo ligeramente marrón, con manchas blancas llamativas en la cara, por delante y por detrás del ojo y con frecuencia una pequeña área blanca en la barbilla; la cola es relativamente larga y truncada y las timoneras son puntiagudas.. El pico y las patas son negras.

## Comportamiento
Se puede ver a la especie sola o en pareja, y en algunos casos con otras especies del género Cypseloides. En Colombia ha sido registrada en vuelo junto con otras aves, como C.cryptus, C.lemosi, Aeronautes montivagus, entre otras.
Vuelve al nido al atardecer o anochecer, y se le atribuye la causa de que los insectos (su alimento) son más activos y frecuentes durante el día.

## Alimentación
Se alimenta principalmente de himenópteros (avispas, abejas, abejorros y hormigas) y hemípteros (chinches, pulgones y cigarras). En su dieta también han sido registrados escarabajos.

## Reproducción
Construye con una masa de barro y material vegetal (musgo, hojas secas de bambú y helechos) un nido en forma de cono, en zonas húmedas, en algún cañón encima de algún arroyo o cascada, o en una caverna (como otras especies de su género). La altura del nido sobre el agua oscila entre uno y cinco metros. La hembra sólo coloca un huevo el cual lo incuba de 26 a 28 días. Las crías se desarrollan por completo del día 65 al 70 después de la eclosión.